# Hypostomus vaillanti
Hypostomus vaillanti es una especie de peces de la familia Loricariidae en el orden de los Siluriformes.

## Morfología
Los machos pueden llegar alcanzar los 16,1 cm de longitud total.

## Distribución geográfica
Se encuentran en Sudamérica: cuenca del río Preto en la cuenca de drenaje del río São Francisco.